# Roko Mikelin
Roko Mikelin es un deportista yugoslavo que compitió en natación adaptada. Ganó siete medallas en los Juegos Paralímpicos de Verano entre los años 1980 y 1988.

## Palmarés internacional
| Juegos Paralímpicos | Juegos Paralímpicos                              | Juegos Paralímpicos | Juegos Paralímpicos |
| Año                 | Lugar                                            | Medalla             | Prueba              |
| ------------------- | ------------------------------------------------ | ------------------- | ------------------- |
| 1980                | Arnhem (Países Bajos)                            | Medalla de plata    | 50 m espalda E1     |
| 1980                | Arnhem (Países Bajos)                            | Medalla de plata    | 50 m libre E1       |
| 1980                | Arnhem (Países Bajos)                            | Medalla de plata    | 150 m estilos E1    |
| 1980                | Arnhem (Países Bajos)                            | Medalla de bronce   | 50 m braza E1       |
| 1984                | Nueva York (EE. UU.) Stoke Mandeville (R. Unido) | Medalla de bronce   | 50 m espalda A9     |
| 1984                | Nueva York (EE. UU.) Stoke Mandeville (R. Unido) | Medalla de bronce   | 100 m libre A9      |
| 1988                | Seúl (Corea del Sur)                             | Medalla de bronce   | 100 m espalda A7    |